# Ulpiano (nome)
Ulpiano  è un nome proprio di persona italiano maschile.

## Varianti
- Femminili: Ulpiana[1]

### Varianti in altre lingue
- Bulgaro: Улпиан (Ulpian)
- Catalano: Ulpià
- Croato: Ulpijan
- Francese: Ulpien
- Greco moderno: Ουλπιανός (Oulpianos)
- Inglese: Ulpian
- Latino: Ulpianus[2]
- Polacco: Ulpian
- Portoghese: Ulpiano
- Russo: Ульпиан (Ul'pian)
- Serbo: Улпијан (Ulpijan)
- Spagnolo: Ulpiano
- Ucraino: Ульпіан (Ul'pian)

## Origine e diffusione
Nome di scarsissima diffusione, tratto dal latino Ulpianus; quest'ultimo è derivato come patronimico dal nome Ulpio, e significa quindi "discendente di Ulpio", "attinente ad Ulpio".

## Onomastico
L'onomastico si può festeggiare il 3 aprile in onore di sant'Ulpiano o Vulpiano, martire a Tiro sotto Massimino Daia o Diocleziano.

## Persone
- Domizio Ulpiano, politico e giurista romano
- Ulpiano Volpi, vescovo cattolico italiano